# Герега, Александр Владимирович
Александр Владимирович Герега (укр. Олександр Володимирович Герега; род. 27 июня 1967, Городок, Хмельницкая область) —  украинский миллиардер, бизнесмен, меценат и политик. Основатель и совладелец сети магазинов «Эпицентр»  и сети строительных гипермаркетов «Новая линия». Вместе с супругой Галиной Герегой входит в число богатейших людей Украины.
Народный депутат Украины VII, VIII и IX созывов (с 2012 года). Основатель партии «За конкретные дела».
Президент Федерации тяжёлой атлетики Украины (с 2013 года). Почётный гражданин Городка (2009).

## Биография
Родился 27 июня 1967 года в городе Городок Хмельницкой области. Отец работал токарем шестого разряда на местном станкостроительном заводе, а мать — в инструментальном цехе того же предприятия.
Герега окончил среднюю школу № 1 в 1984 году, после чего поступил в филиал Хмельницкого ПТУ № 17 в Городке, где учился около года. Во время школьных каникул подработал грузчиком на хлебозаводе и в совхозе, где занимался заготовкой ягод и подготовкой тары для них. С 1984 по 1985 год проходил срочную службу в рядах советской армии. Демобилизовавшись, продолжил учиться в Хмельницком кооперативном техникуме, который окончил в 1990 году. Окончив обучение начал работать экспедитором в Городецкой межрайбазе.
Позже, окончил Львовскую коммерческую академию.

### Предпринимательская деятельность
В 1991 году Герега переехал в Киев, где занялся предпринимательской деятельностью. Его первым бизнесом стала торговля кофе и шоколадом, которые он покупал у «Национального фонда спорта» в Москве по оптовым ценам.
Осенью 1996 года купил 46 квадратных метров керамической плитки. Продукцию реализовывал на рынке, а затем занимался её распространением по небольшим магазинам. В итоге в 1996 году бизнесмен открыл свой первый магазин на улице Петра Запорожца, где торговал приобретённой в Польше керамической плиткой. В следующем году он наладил поставки из Италии и Испании.
В конце 1990-х увидел открывшиеся в Польше гипермаркеты, после чего у него появилась идея открыть подобный проект в Киеве. В 1999 году Герега начал вести переговоры о строительстве гипермаркета на Братиславской улице с киевскими властями. Постройку своего первого гипермаркета под названием «Эпицентр К» Герега завершил в 2003 году, открыт в 2005 году. Стоимость проекта составила 6,5 миллионов долларов, часть суммы при этом была взята в кредит. Герега возглавлял «Эпицентр-К» вплоть до 2012 года, когда стал народным депутатом Украины. К 2012 году компания, по данным украинского журнала Forbes, являлась третьей в стране в категории «ритейл» с прибылью в размере 419 миллионов гривен.
В 2013 году ООО «Эпицентр К» приобрел контрольный пакет акций строительных супермаркетов «Новая Линия».
В том же году был приобретен логистический комплекс «Калиновка». В июле 2015 года на его базе был открыт новый таможенный терминал «Калиновка».
В августе 2016 года компания запустила партнерский проект - интернет-магазин 27.ua. На его технической платформе в 2019 году был создан интернет-магазин Epicentrk.ua. В 2020 году Эпицентр начал развивать маркетплейс.
В 2015 году компания «Эпицентр К» купила контрольный пакет (80%) акций холдинга «Винницкая агропромышленная группа», который является крупным производителем сельскохозяйственной продукции.
В сентябре 2015 года Эпицентр подписал договор о партнерстве с международной сетью магазинов спортивных товаров Intersport.
В 2020 году группа завершила сделку по приобретению доли активов «Сварог Вест Групп» в Хмельницкой области. В результате присоединения новых активов общая площадь земель, находящихся в обработке сельскохозяйственных предприятий «Эпицентр Агро», достигла 160 тыс. га в 5 областях (Винницкая, Хмельницкая, Тернопольская, Киевская, Черкасская, Житомирская). Выращивает зерновые и масличные культуры: пшеницу, кукурузу, подсолнечник, рапс, сою. Имеет 15 элеваторов на 1,5 млн т единовременного хранения зерна. Имеет 20 животноводческих ферм.
В 2019 году супруги Герег инвестировали 3 миллиарда гривен в строительство завода по производству керамической плитки и керамогранита Epicentr Ceramic Corporation в пгт Калиновка Киевской области. В 2023 году «Эпицентр» экспортировал 800 000 кв. м плитки в 25 стран.
Деревообрабатывающее предприятие группы - ЦСМ «Осмолода» - также расположено в Калуше Ивано-Франковской области.
В 2020 году «Эпицентр К» заключил соглашение с польской компанией OTCF по развитию монобрендовой сети магазинов 4F в Украине. В том же году Эпицентр начал развитие в стране на правах франшизы сети спортивной одежды и обуви The Athlete's foot (TAF). Бренд является дочерним проектом Intersport International Corporation.
В марте 2022 года в магазинах сети начали запускать химчистки «Мультисервис». В 2023 году стало известно о покупке супругами Герег польской сети Intersport за 10 млн евро.

## Политическая деятельность
На парламентских выборах 2012 года победил как самовыдвиженец на 192 округе (Хмельницкая область), набрав 56 % голосов избирателей. В парламенте стал председателем подкомитета по вопросам таможенных тарифов, нетарифного регулирования внешней торговли, включая вопросы антидемпинговых расследований. В декабре 2012 года присоединился к фракции Партии регионов в Верховной раде. Во время Евромайдана, 21 февраля 2014 года, Герега написал заявление о выходе из состава фракции Партии регионов.
На досрочных парламентских выборов 2014 года Герега вновь победил на 192 округе с результатом 73 % голосов избирателей.
В 2015 году он преобразовал свой благотворительный фонд «За конкретные дела» в политическую партию, где стал сопредседателем. Партия была составлена из представителей Хмельницкой области и вела свою деятельность исключительно в этом регионе. На местных выборах 2015 года партия заняла 22 % мест в Хмельницком областном совете.
1 ноября 2018 года Российская Федерация включила Герегу в санкционный список.
В ходе президентских выборов 2019 года являлся доверенным лицом кандидата Петра Порошенко. На выборах в Верховную раду 2019 года Герега вновь победил на 192 округе, где набрал 45 % голосов избирателей. В парламенте вошёл во фракцию «За будущее» и стал председателем подкомитета по вопросам общего налогового администрирования и налогообложения налогом на прибыль предприятий, бухгалтерского учёта и аудита.
Является членом групп по межпарламентским связям с Королевством Испания; Итальянской Республикой; Соединенными Штатами Америки; Швейцарской Конфедерацией; Республикой Польша; Королевством Нидерландов; с Азербайджанской Республикой; Украинской части межпарламентской ассамблеи Верховной Рады Украины, Сейма Литовской Республики и Сейма и Сената Республики Польша.

## Общественная деятельность
В 2004 году основал благотворительный фонд «Эпицентр детям», а в 2011 году — «Фонд Александра и Галины Герег».
С 20 апреля 2013 года является президентом Федерации тяжёлой атлетики Украины. В 2014 году являлся членом исполкома Национального олимпийского комитета Украины. В июне 2016 года был избран вице-президентом Федерации футбола Украины. В августе 2020 года стал первым вице-президентом Федерации волейбола Украины. В 2019 году стал президентом футбольного клуба «Дунаевцы», впоследствии переименованного в «Эпицентр».
8 апреля 2015 года удостоен звания «Лучший спортивный организатор года» за создание благоприятных условий для развития тяжелой атлетики в Украине и развитие спортивной инфраструктуры в рамках IX Всеукраинской премии «Герои спортивного года».
16 июня 2017 года избран вице-президентом Украинской ассоциации футбола (УАФ), с августа 2020 г. - первым вице-президентом Федерации волейбола Украины.
В июле 2022 года Эпицентр первым из украинского бизнеса поддержал инициативу Первой леди страны Елены Зеленской и фандрейзинговой платформы UNITED24 по сбору средств на автомобили скорой помощи. Компания передала 20 авто и заявила о масштабной акции по приобретению 55 реанимобилей и бронемашин для эвакуации раненых из зоны боевых действий.

## Состояние
В 2010 году в рейтинге 200 самых богатых людей Украины по версии журнала «Фокус» Александр и его супруга Галина Герега заняли 26 место с состоянием в 394 миллиона долларов. Спустя три года в этом же рейтинге чета расположилась на 24 месте (794 миллиона долларов). В 2014 году журнал «Фокус» оценивал состояние бизнесмена в 450 миллионов долларов.
В 2016 году журнал Forbes оценил состояние семьи Герег в 173 миллиона долларов. В 2017 году журнал «Новое время» поставил супругов на 10 место в рейтинге ТОП-100 самых богатых украинцев, указав размер их состояния в 688 миллионов долларов. В 2019 году «Новое время» оценило их состояние в 930 миллионов долларов. Спустя год это же издание отметило увеличение состояния семьи на 24 % до 1,16 миллиарда долларов. Forbes в 2020 году поставил чету Герег на четвёртое место в списке 100 богатейших бизнесменов Украины, оценив их состояние в 1,3 миллиарда долларов.

## Собственность
По состоянию на 2019 год Герега значился владельцем и бенефициаром компаний: «Эпицентр К», «Новая Линия», «Агрохолдинг 2012», «Карпатская керамика», «ЦБМ Осмолода», «Логистический центр Калиновка», «СХК Винницкая промышленная группа», «Респектум», «Алга Актив», «Атена Групп» и «Интертуризм». Согласно электронной декларации за 2019 год, чете Герег принадлежали корпоративные права в 114 компаниях. Семья Герег также владеет 20 животноводческими фермами и шестью элеваторами. В феврале 2019 года они инвестировали три миллиарда гривен в завод по производству керамической плитки в Киевской области.
Владеет рядом земельных активов в Винницкой, Хмельницкой, Тернопольской, Киевской и Черкасской областях и насчитывает почти 120 тысяч гектаров. К 2020 году общий размер земельного банка его агрохолдинга составлял 160 тысяч гектар.
Владелец телеканала и радиостанции «Первый Подольский».
По данным проекта «Следствие. Инфо» супруги в 2018 году приобрели две виллы в Испании, при этом стоимость одной из них составляла 6 миллионов евро. Тем не менее, покупка недвижимости не была задекларирована депутатом Герегой.

## Награды и звания
- Орден «За заслуги» II степени (28 июня 2017) — за значительный личный вклад в государственное строительство, социально-экономическое, научно-техническое, культурно-образовательное развитие Украины, весомые трудовые достижения и высокий профессионализм[56]
- Орден «За заслуги» III степени (27 июня 2012) — за значительный личный вклад в государственное строительство, социально-экономическое, научно-техническое, культурно-образовательное развитие Украины, весомые трудовые достижения и высокий профессионализм[57]
- Заслуженный работник сферы услуг Украины (23 июня 2009) — за весомый личный вклад в развитие конституционных основ украинской государственности, многолетний добросовестный труд, высокий профессионализм в защите конституционных прав и свобод человека и гражданина[58]
- Почётный знак «За заслуги перед Хмельнитчиной» (23 августа 2016) — за многолетний добросовестный труд, высокий профессионализм, весомый личный вклад в социально-экономическое, культурно-образовательное развитие области и по случаю 25-й годовщины со Дня независимости Украины[59]
- Почётный гражданин города Городок (27 июня 2009)[60]
- Награжден орденом «Профессионал отрасли» за весомый личный вклад в развитие экономики Украины и профессиональное руководство предприятием - лидером отрасли[61]

## Личная жизнь
Супруга — Галина Фёдоровна Герега (род. 1959). Совладелец сети строительных гипермаркетов «Эпицентр», являлась депутатом Киевского городского совета, исполняла обязанности Киевского городского головы (2012—2014).
Сын — Тарас (род. 1994). Учился в Швейцарии в частной школе. Вице-президент общественной организации «Эпицентр детям».
Дочь — Виктория.